# Michal Škoda
Michal Škoda (* 1. března 1988 Praha) je český fotbalový útočník, od roku 2023 je hráč FK Dukla Praha . Mimo ČR působil na klubové úrovni i v Norsku. Jeho otec je bývalý ligový fotbalista Milan Škoda a bratr fotbalista Milan Škoda.

## Klubová kariéra
Svoji fotbalovou kariéru začal v ČAFC Praha, odkud ještě jako dorostenec zamířil nejprve do Bohemians 1905 a poté do SK Viktorie Jirny. V roce 2010 přestoupil do FK Bohemians Praha (Střížkov).

### FC Zbrojovka Brno
Michal Škoda přišel 21. září 2012 do celku FC Zbrojovka Brno z pražského týmu FK Bohemians Praha a podepsal smlouvu na 4 roky. Prvoligovou premiéru absolvoval v 8. kole (23. září) proti hostující Jihlavě. Vydařila se mu náramně, vstřelil 2 góly (oba hlavou), ve 14. a 59. minutě. Brno zvítězilo 5:1 a připravilo tak Jihlavě první porážku v sezóně 2012/13. V následujícím zápase 9. kola (28. září 2013) byl po dvou žlutých kartách vyloučen (v 83. minutě), Zbrojovka remizovala se Sigmou Olomouc 1:1. 29. dubna 2013 v dohrávce 25. ligového kola se podílel na otočení výsledku proti Baníku Ostrava na konečných 2:1. V 87. minutě po přesném centru Petra Švancary hlavou skóroval vítězný gól.

#### Sezóna 2016/17
V prvních 14 kolech tohoto ročníku nastřílel 10 branek, přičemž všech docílil až od sedmého kola. V sobotu 19. listopadu 2016 (14. kolo) vstřelil v Brně obě branky domácích v zápase s Příbramí (nerozhodně 2:2), gól tak vstřelil v osmi po sobě jdoucích prvoligových utkáních, což se před ním za SK Židenice / Zbrojovku Brno podařilo pouze Janu Šimkovi v sezoně 1943/44 (15.–25. kolo, celkem 17 branek v 11 po sobě jdoucích utkáních).

### FK Viktoria Žižkov (hostování)
V srpnu 2013 odešel na hostování do Viktorie Žižkov, kde odehrál 19 zápasů, ve kterých se 2x gólově prosadil.

### SK Dynamo České Budějovice (hostování)
Před sezonou 2014/15 odešel na roční hostování s opcí do Dynama České Budějovice.

### Lillestrøm SK
Po úspěšné podzimní části sezóny 2016/17, kdy nastřílel za Zbrojovku 10 ligových gólů, se začalo hovořit o jeho přestupu do zahraničí (do některého klubu z Polska, Belgie, Ruska, Německa nebo dokonce Číny). Nakonec odešel koncem března 2017 na hostování s opcí na přestup do norského týmu Lillestrøm SK (v Norsku končil přestupní termín 31. března). Při svém debutu v Eliteserien 2. dubna 2017 proti mužstvu Sandefjord Fotball přišel na hrací plochu v 67. minutě a gólem pomohl k obratu na konečných 2:1 pro svůj nový tým. V Eliteserien odehrál 13 utkání (z toho 3 v základní sestavě) a vstřelil výše zmiňovaný jeden gól. V červenci 2017 se vrátil do Zbrojovky, ačkoli zájem o něj měl i FC Fastav Zlín.

### Klubové statistiky
Aktuální k 30. červenci 2022
| Sezona  | Klub                       | Soutěž         | Zápasy | Góly |
| ------- | -------------------------- | -------------- | ------ | ---- |
| 2012/13 | FC Zbrojovka Brno          | Gambrinus liga | 18     | 3    |
| 2013/14 | FC Zbrojovka Brno          | Gambrinus liga | 6      | 0    |
| 2014/15 | SK Dynamo České Budějovice | Synot liga     | 23     | 3    |
| 2015/16 | FC Zbrojovka Brno          | Synot liga     | 28     | 7    |
| 2016/17 | FC Zbrojovka Brno          | HET liga       | 20     | 10   |
| 2017/18 | FC Zbrojovka Brno          | HET liga       | 25     | 6    |
| 2018/19 | FC Zbrojovka Brno          | II. liga       | 17     | 5    |
| 2019/20 | 1. FK Příbram              | FORTUNA liga   | 28     | 7    |
| 2020/21 | FK Mladá Boleslav          | FORTUNA liga   | 29     | 10   |
| 2021/22 | SK Dynamo České Budějovice | FORTUNA liga   | 32     | 5    |
| 2022/23 | SK Dynamo České Budějovice | FORTUNA liga   |        |      |